# Edward Donovan
Edward Donovan (1768 – 1837) è stato uno scrittore, zoologo amatoriale e viaggiatore irlandese.

## Biografia

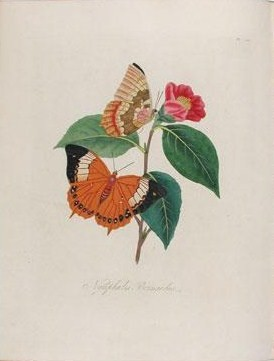
Tavolada An Epitome of the Natural History of the Insects of China

Nato a Cork, in Irlanda, Donovan fu il fondatore del Museo ed Istituto di Storia Naturale di Londra, che comprende la sua vasta collezione di storia naturale. La collezione venne venduta all'asta nel 1817.
Donovan fu l'autore di un vasto numero di scritti di storia naturale, tra cui Natural History of British Birds (1792-97), Natural History of British Insects (1792-1813) e Natural History of British Fishes (1802-08).
Le sue opere più conosciute sono An Epitome of the Natural History of the Insects of China (1798) e An Epitome of the Natural History of the Insects of India (1800), un'immagine delle quali (insieme ad altre antiche opere entomologiche) si può vedere su   e  Archiviato il 10 marzo 2007 in Internet Archive..